# Pohár FAČR 2021-2022
La Coppa della Repubblica Ceca 2021-2022 di calcio (in ceco Pohár české pošty), conosciuta anche come MOL Cup per ragioni di sponsorizzazione, è stata la 29ª edizione del torneo, iniziata il 23 luglio 2021 e terminata il 18 maggio 2022. Lo Slovácko ha vinto la competizione per la prima volta nella sua storia.

## Turno preliminare
Partecipano 46 squadre: 1 della CFL, 7 della MSFL e 38 squadre provenienti dal quarto livello del campionato ceco di calcio.
| Squadra 1              | Risultato       | Squadra 2                      |
| ---------------------- | --------------- | ------------------------------ |
| 23 luglio 2021         |                 |                                |
| Havířov                | 2 – 3 (dts)     | Vratimov                       |
| TJ Slovan Bzenec       | 1 – 3           | Uherský Brod                   |
| Slovan Havlíčkův Brod  | 0 – 3           | Velké Meziříčí                 |
| Slavičín               | 3 – 1           | Holeśov                        |
| 24 luglio 2021         |                 |                                |
| Nový Jičín             | 0 – 1           | Valašské Meziříčí              |
| Jiskra Rýmařov         | 2 – 4           | Uničov                         |
| Beskyd Frenštát        | 2 – 3 (dts)     | Frýdek-Místek                  |
| Frýdlant nad Ostravicí | 0 – 1           | Vítkovice                      |
| Lanzhot                | 1 – 2           | Hodonín-Šardice                |
| Nové Sady              | 2 – 3 (dts)     | Přerov                         |
| Skaštice               | 2 – 1           | 1. HFK Olomouc                 |
| Tasovice               | 0 – 1           | Start Brno                     |
| Žďas Žďár nad Sázavou  | 5 – 2           | SK Tatran Ždírec nad Doubravou |
| Hranice                | 6 – 1           | Tatran Všechovice              |
| FC Spartak Velká Bíteš | 1 – 3 (dts)     | Blansko                        |
| 25 luglio 2021         |                 |                                |
| TJ ŽD Bohumín          | 1 – 0           | Detmarovice                    |
| Bruntal                | 1 – 3           | Šumperk                        |
| Kozlovice              | 4 – 0           | České Heřmanice                |
| Humpolec               | 1 – 1 (2-3 dtr) | Slavoj Polná                   |
| Polanka nad Odrou      | 3 – 0           | Dolní Benešov                  |
| Stará Říše             | 0 – 5           | Znojmo                         |
| FC Strání              | 3 – 2           | Breclav                        |
| 31 luglio 2021         |                 |                                |
| FC Vsetín              | 0 – 1           | Bilovec                        |

## Primo turno
Al primo turno accedono 86 squadre: 23 vincitrici del turno preliminare, 15 dalla Division 2, 20 dalla CFL e 7 dalla MSFL e altre 21 squadre provenienti dal quarto livello del campionato ceco di calcio.
| Squadra 1                   | Risultato       | Squadra 2            |
| --------------------------- | --------------- | -------------------- |
| 10 agosto 2021              |                 |                      |
| FK Spartak Soběslav         | 1 – 2           | Benešov              |
| Chomutov                    | 3 – 2 (dts)     | Motorlet Praga       |
| 11 agosto 2021              |                 |                      |
| Opava                       | 9 – 0           | TJ ŽD Bohumín        |
| Znojmo                      | 1 – 6           | Líšeň                |
| Bilovec                     | 1 – 4           | Uničov               |
| Brezova                     | w/o             | Králův Dvůr          |
| Slavoj Polná                | 0 – 4           | Vysočina Jihlava     |
| Admira Praga                | 0 – 1           | Příbram              |
| Aritma Praga                | 0 – 1           | Povltavska FA        |
| FK Brandýs nad Labem        | 0 – 5           | Chlumec nad Cidlinou |
| Český Brod                  | 1 – 4           | Loko Vltavín         |
| MFK Dobříš                  | 1 – 3           | Hostoun              |
| Dvůr Králové                | 0 – 5           | Zápy                 |
| FK Komárov                  | 1 – 8           | Viktoria Žižkov      |
| Kozlovice                   | 1 – 8           | Hlučín               |
| Hodonín-Šardice             | 1 – 2           | Vyškov               |
| Kladno                      | 0 – 7           | Jiskra Domažlice     |
| Kolín                       | 1 – 0           | Karlovy Vary         |
| Kosmonosy                   | 1 – 3           | Dukla Praga          |
| OEZ Letohrad                | 0 – 4           | Prepere              |
| Libcany                     | 1 – 4           | FK Zbuzany 1953      |
| FC Viktoria Mariánské Lázně | 1 – 1 (2-4 dtr) | Písek                |
| Meteor Praga VIII           | 2 – 3           | Baník Sokolov        |
| Náchod-Deštné               | 0 – 2           | Chrudim              |
| Neratovice-Byškovice        | 0 – 4           | Varnsdorf            |
| Přerov                      | 5 – 0           | Polanka nad Odrou    |
| TJ Tatran Sedlčany          | 3 – 3 (4-3 dtr) | Táborsko             |
| SK Slaný                    | 1 – 4           | FC Slovan Velvary    |
| Slavičín                    | 3 – 2 (dts)     | Frýdek-Místek        |
| Sokol Srbice                | 0 – 3           | Slavoj Vyšehrad      |
| Start Brno                  | 0 – 2           | Blansko              |
| FC Strání                   | 2 – 4           | Hanácká              |
| Šumperk                     | 0 – 7           | Fotbal Třinec        |
| Tochovice                   | 1 – 1 (1-4 dtr) | Baník Most           |
| Uherský Brod                | 2 – 1 (dts)     | Viktoria Otrokovice  |
| Beroun                      | 0 – 11          | Graffin Vlašim       |
| Valašské Meziříčí           | 4 – 2           | Skaštice             |
| Velké Meziříčí              | 4 – 2 (dts)     | Rosice               |
| Vítkovice                   | 2 – 2 (4-3 dtr) | Hranice              |
| Vysoké Mýto                 | 0 – 2           | Ústí nad Orlicí      |
| Žďas Žďár nad Sázavou       | 0 – 4           | Zbrojovka Brno       |
| 18 agosto 2021              |                 |                      |
| Vratimov                    | 2 – 3           | Prostějov            |
| Velke Hamry                 | 1 – 2           | Ústí nad Labem       |

## Secondo turno
Al secondo turno accedono 54 squadre: 43 vincitrici del primo turno e 11 squadre militanti nella 1. liga non partecipanti alle competizioni europee. Il sorteggio è stato effettuato il 17 agosto 2021.
| Squadra 1            | Risultato       | Squadra 2          |
| -------------------- | --------------- | ------------------ |
| 24 agosto 2021       |                 |                    |
| Mladá Boleslav       | 3 – 0           | Slavoj Vyšehrad    |
| Prepere              | 6 – 0           | Písek              |
| Uherský Brod         | 1 – 2           | Vysočina Jihlava   |
| 25 agosto 2021       |                 |                    |
| Benešov              | 0 – 1           | Teplice            |
| Jiskra Domažlice     | 1 – 7           | Graffin Vlašim     |
| Hlučín               | 0 – 1 (dts)     | Baník Ostrava      |
| Hostoun              | 0 – 1 (dts)     | Pardubice          |
| Hanácká              | 2 – 2 (4-5 dtr) | Zbrojovka Brno     |
| TJ Tatran Sedlčany   | 0 – 6           | Dyn. Č. Budějovice |
| Slavičín             | 1 – 5           | Karviná            |
| Baník Sokolov        | 0 – 6           | Bohemians 1905     |
| Uničov               | 2 – 4           | Sigma Olomouc      |
| Ústí nad Orlicí      | 0 – 2           | Vyškov             |
| Valašské Meziříčí    | 0 – 3           | Prostějov          |
| FC Slovan Velvary    | 3 – 1           | Chomutov           |
| Povltavska FA        | 0 – 5           | Varnsdorf          |
| Slovan Liberec       | 1 – 2           | FK Zbuzany 1953    |
| 1º settembre 2021    |                 |                    |
| Blansko              | 1 – 4           | Trinity Zlín       |
| Kolín                | 1 – 2           | Dukla Praga        |
| Brezova              | 0 – 2           | Hradec Králové     |
| Přerov               | 0 – 2           | Líšeň              |
| 2 settembre 2021     |                 |                    |
| Zápy                 | 1 – 1 (4-2 dtr) | Viktoria Žižkov    |
| 7 settembre 2021     |                 |                    |
| Baník Most           | 0 – 1           | Příbram            |
| 8 settembre 2021     |                 |                    |
| Loko Vltavín         | 3 – 2           | Ústí nad Labem     |
| Chlumec nad Cidlinou | 0 – 1 (dts)     | Chrudim            |
| Vítkovice            | 0 – 3           | Fotbal Třinec      |
| 14 settembre 2021    |                 |                    |
| Velké Meziříčí       | 0 – 5           | Opava              |

## Terzo turno
Al secondo turno accedono 32 squadre: 27 vincitrici del secondo turno e 5 squadre militanti nella 1. liga partecipanti alle competizioni europee. Il sorteggio è stato effettuato il 10 settembre 2021.
| Squadra 1         | Risultato   | Squadra 2          |
| ----------------- | ----------- | ------------------ |
| 21 settembre 2021 |             |                    |
| Graffin Vlašim    | 1 – 2       | Sigma Olomouc      |
| Vysočina Jihlava  | 2 – 0       | Pardubice          |
| Opava             | 2 – 4       | Mladá Boleslav     |
| Viktoria Plzeň    | 2 – 1       | Příbram            |
| 22 settembre 2021 |             |                    |
| Karviná           | 1 – 0       | Chrudim            |
| Prepere           | 0 – 1       | Jablonec           |
| Prostějov         | 0 – 4       | Bohemians 1905     |
| Fotbal Třinec     | 0 – 1       | Teplice            |
| Zápy              | 0 – 4       | Hradec Králové     |
| FK Zbuzany 1953   | 1 – 2       | Slovácko           |
| Loko Vltavín      | 2 – 5 (dts) | Baník Ostrava      |
| Líšeň             | 0 – 3       | Sparta Praga       |
| FC Slovan Velvary | 2 – 4       | Slavia Praga       |
| 6 ottobre 2021    |             |                    |
| Dukla Praga       | 1 – 3       | Dyn. Č. Budějovice |
| Varnsdorf         | 4 – 2 (dts) | Zbrojovka Brno     |
| 7 ottobre 2021    |             |                    |
| Vyškov            | 1 – 2 (dts) | Trinity Zlín       |

## Ottavi di finale
Il sorteggio è stato effettuato il 14 ottobre 2021.
| Squadra 1          | Risultato       | Squadra 2        |
| ------------------ | --------------- | ---------------- |
| 26 ottobre 2021    |                 |                  |
| Bohemians 1905     | 1 – 0           | Vysočina Jihlava |
| 27 ottobre 2021    |                 |                  |
| Mladá Boleslav     | 2 – 0           | Viktoria Plzeň   |
| Baník Ostrava      | 1 – 2           | Hradec Králové   |
| Teplice            | 0 – 2           | Sparta Praga     |
| 11 novembre 2021   |                 |                  |
| Jablonec           | 4 – 0           | Varnsdorf        |
| 12 novembre 2021   |                 |                  |
| Slovácko           | 3 – 1 (dts)     | Karviná          |
| 23 novembre 2021   |                 |                  |
| Dyn. Č. Budějovice | 1 – 1 (4-5 dtr) | Sigma Olomouc    |
| 15 dicembre 2021   |                 |                  |
| Slavia Praga       | 3 – 1           | Trinity Zlín     |

## Quarti di finale
Il sorteggio è stato effettuato il 6 gennaio 2022.
| Squadra 1        | Risultato       | Squadra 2      |
| ---------------- | --------------- | -------------- |
| 9 febbraio 2022  |                 |                |
| Sigma Olomouc    | 0 – 0 (2-4 dtr) | Slovácko       |
| Slavia Praga     | 0 – 2           | Sparta Praga   |
| 15 febbraio 2022 |                 |                |
| Hradec Králové   | 2 – 1 (dts)     | Bohemians 1905 |
| 16 febbraio 2022 |                 |                |
| Jablonec         | 4 – 0           | Mladá Boleslav |

## Semifinali
Gli accoppiamenti sono stati effettuati il 10 febbraio 2022.
| Squadra 1      | Risultato   | Squadra 2 |
| -------------- | ----------- | --------- |
| 2 marzo 2022   |             |           |
| Sparta Praga   | 4 – 3 (dts) | Jablonec  |
| 25 marzo 2022  |             |           |
| Hradec Králové | 0 – 1       | Slovácko  |

## Finale
| Arbitro: | Ladislav Szikszay |

|                                      |           |            |
| Jurečka 11’ (rig.) Reinberk 33’, 43’ | Marcatori | 42’ Hancko |